# Zoran Josipovic
Zoran Josipović (25 de agosto de 1995; Mendrisio, Suiza) es un futbolista suizo que juega como delantero centro en el AC Taverne de la 1. Liga suiza.

## Clubes
| Club               | País        | Año         | Part. | Goles | Asist. |
| ------------------ | ----------- | ----------- | ----- | ----- | ------ |
| Juventus B         | Italia      | 2012 - 2016 | 3     | 0     | 0      |
| Novara (cedido)    | Italia      | 2013 - 2014 | 13    | 3     | 0      |
| FC Lugano (cedido) | Suiza       | 2014 - 2015 | 23    | 2     | 0      |
| Aarau              | Suiza       | 2016 - 2017 | 55    | 12    | 5      |
| Chiasso            | Suiza       | 2017 - 2019 | 61    | 20    | 3      |
| Beroe              | Bulgaria    | 2019 - 2020 | 20    | 5     | 1      |
| Celta de Vigo "B"  | España      | 2020 - 2021 | 15    | 1     | 0      |
| FC Lugano U21      | Suiza       | 2022        | 9     | 2     | 0      |
| FC Lugano          | Suiza       | 2022        | 1     | 0     | 0      |
| FK Dinamo Minsk    | Bielorrusia | 2022-2023   | 12    | 2     | 0      |
| NK Istra 1961      | Croacia     | 2023-2024   | 14    | 1     | 0      |
| AC Taverne         | Suiza       | 2024-act.   | 7     | 2     | -      |
| Total              |             | 2012-act.   | 227   | 51    | 9      |